# Pelikán skvrnozobý
Pelikán skvrnozobý (Pelecanus philippensis) je druh pelikána žijícího v jižní a jihovýchodní Asii. Jedná se o ptáka žijícího ve velkých koloniích který k životu potřebuje velká jezera a pobřežní vody. Pták je typický svou šedší barvou.
Jak napovídá jeho odborné jméno, byl tento pelikán poprvé popsán na Filipínách, kde je však v současnosti zcela vyhuben.

## Chov v zoo
Jedná se o raritně chovaný druh. V celé Evropě jej chová jen devět institucí. Z toho čtyři instituce se nacházejí v Česku. Jedná se o následující zoo:
- Zoo Liberec (od 2014)
- Zoo Plzeň (od 2013)
- Zoo Praha (od 2011)
- Zoo Zlín (od 2009)

V Česku se jeho chovem úspěšně zabývala také ZOO Dvůr Králové, díky které byl rozšířen právě do dalších českých i do světových zoologických zahrad. Tato zoo však přestala pelikány skvrnozobé chovat v roce 2017, jelikož se začala výhradně specializovat na africkou faunu.

### Chov v Zoo Praha
První jedinci přišli do Zoo Praha v roce 2011. V roce 2017 se vylíhlo a bylo odchováno historicky první mládě tohoto druhu v historii zoo. Úspěšný odchov byl zaznamenán i v roce 2018. Tři mláďata se vylíhla v lednu 2019. Další následovalo v únoru 2019 – jednalo se o jubilejní desáté mládě. V lednu 2020 se vylíhlo hned pět mláďat. Další jedno následovalo v únoru 2020.
Druh je k vidění v expozici v průchozí voliéře Delta poblíž pavilonu Sečuán v dolní části zoo.

## Galerie

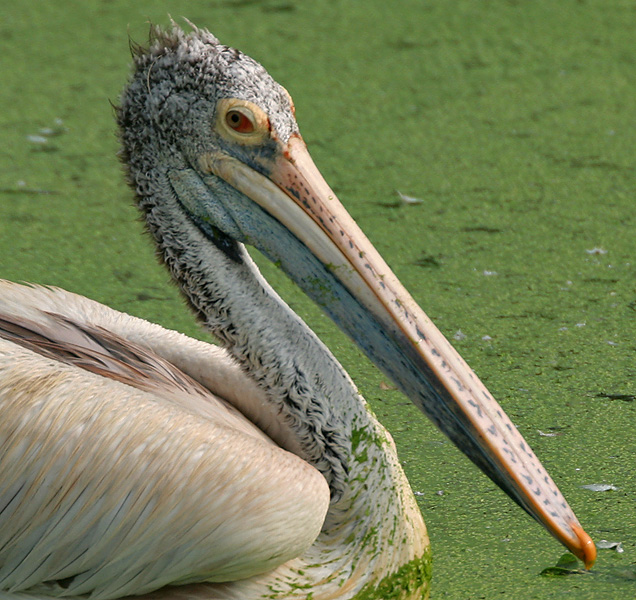
Pelikán skvrnozobý
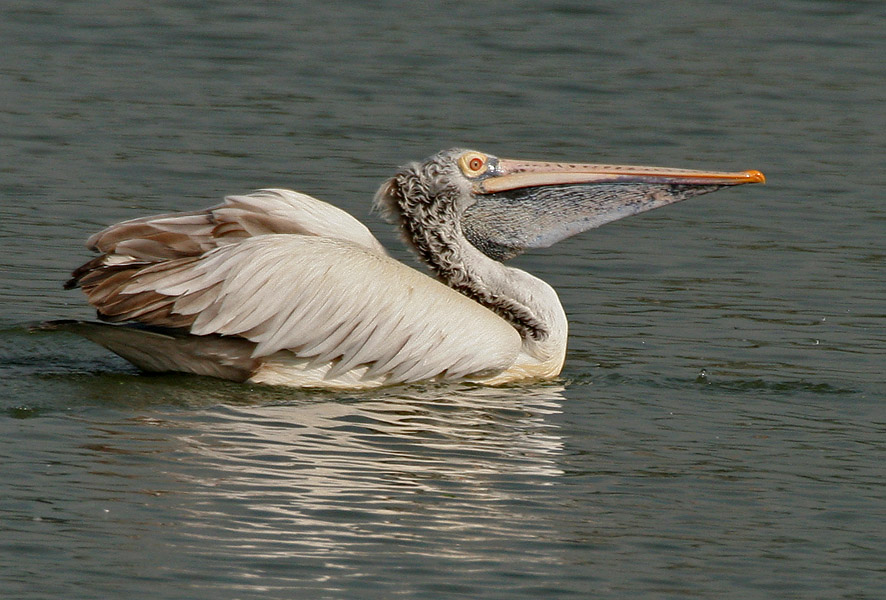
Pelikán skvrnozobý
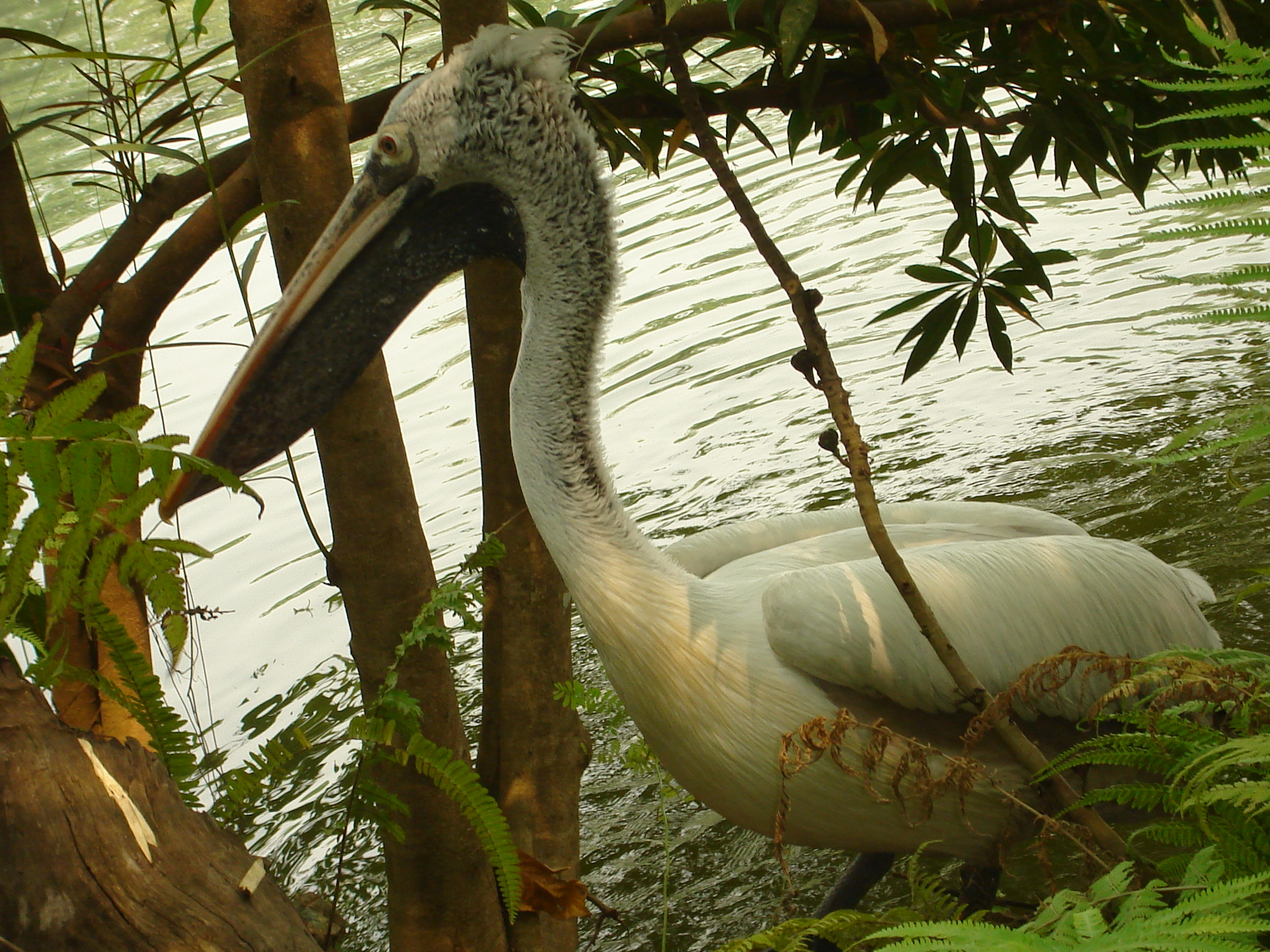
Pelikán skvrnozobý
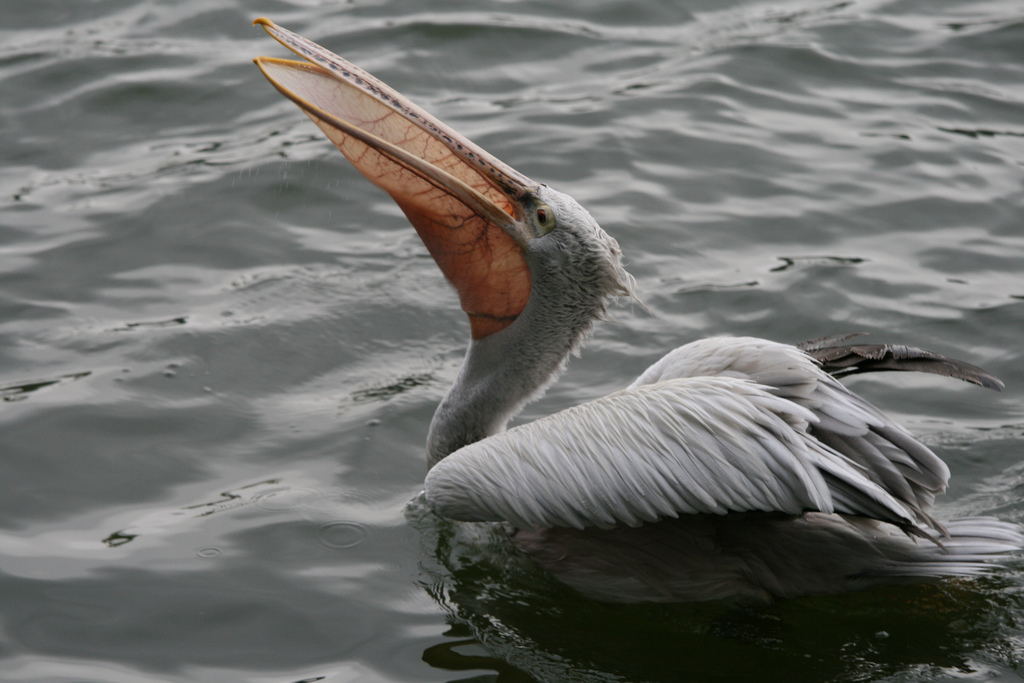
Pelikán skvrnozobý
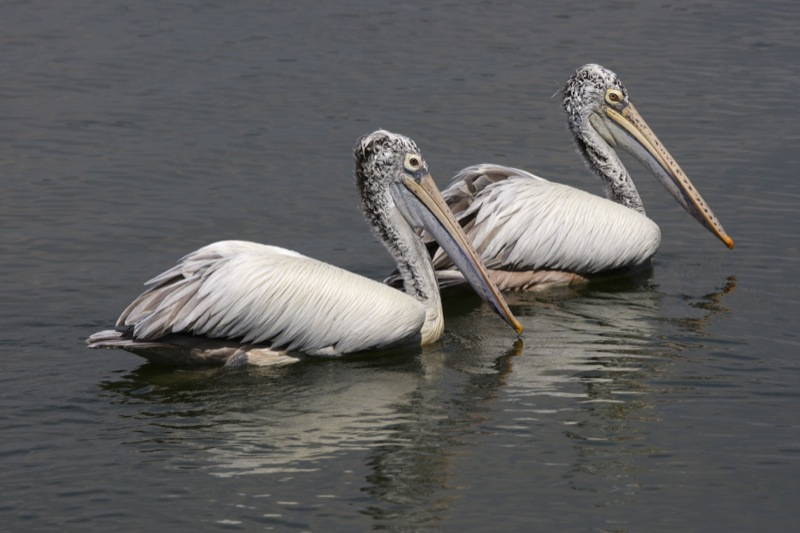
Pelikán skvrnozobý